# Chłystowka (rejon krasninski)
Chłystowka (ros. Хлыстовка) – wieś (ros. деревня, trb. dieriewnia) w zachodniej Rosji, w osiedlu wiejskim Gusinskoje rejonu krasninskiego w obwodzie smoleńskim.

## Geografia
Miejscowość położona jest 0,5 km od przystanku kolejowym 478 km i 1,5 km od drogi magistralnej M1 «Białoruś», 12 km od centrum administracyjnego osiedla wiejskiego (dieriewnia Gusino), 21 km od centrum administracyjnego rejonu (Krasnyj), 56 km od Smoleńska.
W granicach miejscowości znajdują się ulice: Dacznyj pierieułok, Panskaja, Polewaja, Pridnieprowskaja, Zielonaja, Żeleznodorożnaja.

## Demografia
W 2010 r. miejscowość zamieszkiwało 45 osób.